# Jan Thomée
Johannes „Jan“ Thomée (* 4. Dezember 1886 in Delft; † 1. April 1954 ebenda) war ein niederländischer Fußballspieler. 
Er spielte in seiner gesamten Karriere – bereits ab dem 13. Lebensjahr – für DSV Concordia Delft. 1906 wurde der Stürmer mit diesem Klub niederländischer Pokalsieger.
1907 debütierte er in der niederländischen Nationalmannschaft und erzielte 16 Tore in ebenso vielen Länderspielen. Sein größter Erfolg war der Gewinn der Bronzemedaille beim olympischen Fußballturnier 1908.